# ハハナ・ジャチン
ハハナ・ジャチン（1560年 - 1592年、満洲語：ᡥᠠᡥᠨᠨ᠊ᠠ
ᠵᠠᠴᡳᠩ、転写：Hahana Jacing、漢文：哈哈纳扎青）は清の太祖ヌルハチの最初の正妻である。佟佳氏（トゥンギャ氏）出身。名は哈哈納扎親とも表記される。
満洲正紅旗出身で、『満洲実録』では「neneme gaiha fujin（先に娶った福晋）」と記されている。
その他の史料では「元妃」とも記されている。

## 生涯
彼女は塔木巴晏の娘、多多巴克什の孫娘、六什呢の曾孫娘であり、先祖はバフテクシンであった。万暦5年（1577年）、彼女は当時18歳のヌルハチと結婚した。
万暦6年（1578年）2月22日戌の刻、長女・嫩哲格格（のちの東果格格）を出産。1580年には長男・褚英、1583年には次男・代善（後の礼親王）を産んだ。
ヌルハチは佟家の婿入りであり、本人もそれを隠してはいなかった。当時の明朝政府も「佟ヌルハチ」という姓で呼んでいた。万暦20年（1592年）に佟氏が亡くなってから、本来の姓である愛新覚羅姓に戻った。
ただし、後代の皇族たちは漢族の習俗の影響を受け、また開国の皇帝が婿入りしていたことを不名誉と見なしたため、次第にその事実を避けるようになった。
天命11年（1626年）8月、ヌルハチの第8子・ホンタイジが帝位に即いた際、自らの生母・モンゴジェジェの地位を高めるため、彼女を皇后に追封した。しかし、正妻であった佟佳氏と、もう一人の正室である富察氏には追封は与えられなかった。

## 脚註
1. ↑  荘吉発『清太宗漢文実録初纂本と重修本の比較』、『清代史料論述（一）』、台北：文史哲出版社、1979年、231–232頁。初纂本『大清太宗文皇帝実録』巻1より
2. ↑  杜家驥『清太宗出身考』、史学月刊、1998年第5期
3. ↑  『清史稿・列伝一』：太祖孝慈高皇后、ナラ氏……元妃佟佳氏。太祖に最も早く嫁した。子2人：褚英・代善。娘1人はホホリに嫁す。
4. ↑  『愛新覚羅宗譜・星源集慶』：太祖承天広運……元妃佟佳氏、塔木巴晏の娘。継妃富察氏……
5. ↑  閻崇年『清十二帝疑案答疑（一）』CCTV教育チャンネル、2005年3月8日